# رابطة اللجان الأولمبية الوطنية في إفريقيا
رابطة اللجان الأولمبية الوطنية في إفريقيا (بالإنجليزية: Association of National Olympic Committees of Africa - ANOCA، بالفرنسية: Association des Comités Nationaux Olympiques d'Afrique - ACNOA)، هي منظمة مقرها في ياوندي، الكاميرون تشمل الرياضة في أفريقيا. هو ممثل من 53 لجنة أولمبية وطنية.

يقوم الاتحاد بتنظيم ألعاب كل إفريقيا مرة كل أربع سنوات. أول ألعاب نظمها الاتحاد كانت عام 1965 ببرازافيل في جمهورية الكونغو.